# Boarmia imbecilis
Boarmia imbecilis är en fjärilsart som beskrevs av Moore 1887. Boarmia imbecilis ingår i släktet Boarmia och familjen mätare. Inga underarter finns listade i Catalogue of Life.